# Eric Clapton’s Rainbow Concert
Az Eric Clapton’s Rainbow Concert a brit blues rockzenész, Eric Clapton élő albuma, amelyet 1973. január 13-án vettek fel a londoni Rainbow Theatre-ben, és az RSO Records adta ki ugyanazon év szeptemberében. Az album hat dalt tartalmaz a koncerten elhangzottak közül. 1995-ben – a koncert 22. évfordulóján – megjelent az album újradolgozott kiadása, amely 14 számot tartalmaz.

## Az album dalai

### 1973-as kiadás
1. "Badge" (Eric Clapton – George Harrison) – 3:18
2. "Roll It Over" (Eric Clapton – Bobby Whitlock) – 4:11
3. "Presence of the Lord" (Eric Clapton) – 4:36
4. "Pearly Queen" (Jim Capaldi – Steve Winwood) – 4:25
5. "After Midnight" (J.J. Cale) – 5:18
6. "Little Wing" (Jimi Hendrix) – 4:55

### 1995-ös bővített kiadás
1. "Layla" (Eric Clapton – Jim Gordon) – 6:25
2. "Badge" (Eric Clapton – George Harrison) – 3:18
3. "Blues Power" (Eric Clapton – Leon Russell) – 6:03
4. "Roll It Over" (Eric Clapton – Bobby Whitlock) – 4:38
5. "Little Wing" (Jimi Hendrix) – 4:36
6. "Bottle of Red Wine" (Bonnie Bramlett – Eric Clapton) – 3:51
7. "After Midnight" (J.J. Cale) – 4:25
8. "Bell Bottom Blues" (Eric Clapton) – 6:25
9. "Presence of the Lord" (Eric Clapton) – 5:18
10. "Tell the Truth" (Eric Clapton – Bobby Whitlock) – 6:04
11. "Pearly Queen" (Jim Capaldi – Steve Winwood) – 4:55
12. "Key to the Highway" (Big Bill Broonzy – Charles Segar) – 5:46
13. "Let It Rain" (Bonnie Bramlett – Eric Clapton) – 7:46
14. "Crossroads" (Robert Johnson) – 4:19

## Közreműködők
- Eric Clapton – gitár, ének
- Pete Townshend – gitár ének
- Ron Wood – gitár, ének
- Rick Grech – basszusgitár
- Steve Winwood – billentyűs hangszerek, ének
- Jim Capaldi – dob, ütőhangszerek
- Jimmy Karstein – dob, ütőhangszerek
- Rebop Kwaku Baah – ütőhangszerek

### Produkció
- Glyn Johns – hangmérnök
- John Kosh – borító
- Robert Ellis – fényképek
- Bob Pridden – producer